# Crescia
Il nome di crescia indica alcuni tipi di focaccia diffusi nelle Marche e in Umbria. L'alimento è anche conosciuto con il nome comune di "pizza bianca". Esiste un'antica rivalità che la contrappone alla piadina romagnola.

## Varianti locali

### Zona di Urbino
La crescia urbinate, definita anche crescia sfogliata, crostolo o, più raramente, piadina sfogliata, tipica dell'urbinate e del Montefeltro, si fa con farina, uova, acqua, strutto, sale e pepe. La sfoglia che si ottiene con il mattarello va unta con lo strutto e arrotolata su se stessa in modo che rilasci dei pezzi che vanno a integrarsi con il resto della sfoglia. Schiacciata a disco e cotta, assume una caratteristica struttura a strati, dorata e croccante. Tipicamente si mangia calda con salsiccia, erbe di campo, prosciutto, lonza o formaggio. Una variante, il "crostolo di Urbania", prevede la sostituzione della farina di grano con la polenta che resta attaccata al caldaio.

### Zona di Pesaro e Fano
La crescia pesarese, spesso chiamata "piadina", è diffusa nel pesarese, nel fanese e nelle campagne circostanti; non prevede l'uso del lievito, è tirata alta con il mattarello e contiene un'alta quantità di strutto. Sono presenti due varianti: la crescia vonta e crescia sfojeta. La crescia vonta è abbastanza spessa, dopo cotta viene unta da entrambi i lati con lardo di maiale e si ripassa sulla graticola; a volte viene farcita con i cavoli ripassati in padella. La crescia sfojeta è anch'essa spessa, di forma rettangolare. Si stende una prima volta, poi si ripiega e si stende nuovamente con il mattarello; si ottengono in tal modo tanti strati distinti. Originariamente queste cresce molto nutrienti erano destinate ai contadini ed erano loro utili per ritemprarsi dalle dure fatiche dei campi.

### Zona di Ancona
In provincia di Ancona la crescia si prepara con la stessa pasta del pane, ed è in genere cotta alla griglia, o, in una versione più tradizionale, sotto la brace. Si mangia di solito sa' le foje, cioè con erbe di campo, ma la si può accostare anche a salumi come lonza, salame e prosciutto. Una variante fatta con gli avanzi della polenta ripassati sulla piastra è chiamata cresciola nelle zone di Jesi ed Osimo. A Offagna (uno dei castelli di Ancona) esiste un'Accademia della Crescia, che organizza le locali Feste medievali. Questo alimento era così importante, in passato, da dare il nome a una moneta di uso corrente, il cresciolo.

### Zona di Macerata
Anche nella provincia di Macerata e in tutta la zona dell'Alto Chiascio la crescia si prepara con la pasta del pane ma assume una consistenza simile a quella della schiacciata toscana. Rotonda, con l'orlo spezzettato e con fossette sulla superficie (che hanno la funzione di trattenere meglio l'olio), si condisce con olio, sale, cipolla o rosmarino. Alcune varianti storiche prevedono l'uso nell'impasto di strutto e ciccioli di maiale (detti anche "grasselli" o "sgriscioli") e la sostituzione della farina di grano con quella di granoturco.

### Zona di Ascoli Piceno
Procedendo più a sud, nelle aree interne della provincia di Ascoli Piceno, ormai lontano dalla zona di dominazione bizantina, la crescia lascia il posto alla focaccia ripiena, o chichì ripieno, più alta della crescia e riccamente farcita.

### Umbria
Nella regione sono riconosciute come PAT la torta al testo (chiamata diffusamente "crescia") e le cresciole di ciccioli. La "crescia di Gubbio"  è una ricetta della tradizione fra le più conosciute e apprezzate: l'impasto si ottiene impastando a mano ingredienti molto semplici: farina, acqua e sale. Tradizionalmente cotta su testi ovvero dischi di ferro messi direttamente sulla brace del camino, oggi normalmente si cuoce su testi di ghisa o padelle antiaderenti direttamente sul fornello. Di solito viene servita con prosciutto, affettati vari, formaggi oppure con salsicce alla brace e spinaci cotte in padella.

## La crescia di Pasqua
Nelle Marche settentrionali e centrali, il nome di crescia è usato a volte anche per indicare un alimento ben diverso dalla crescia tipica: si tratta di una torta salata alta: la crescia pasquale o pizza di Pasqua o pizza di formaggio, tipica del pesarese, dell'anconitano e del maceratese, con un impasto lievitato insaporito da formaggio pecorino, che le dona un colore dorato ed un sapore forte e gustoso. La crescia o pizza di Pasqua dell'anconetano e del maceratese unisce alla ricetta pesarese grossi pezzi di formaggio pecorino, che durante la cottura si gonfiano e lasciano degli alveoli all'interno della crescia; il formaggio che cola all'esterno diventa croccante, e rende particolarmente saporito l'impasto.